# Orthorrhynchidium planifrons
Orthorrhynchidium planifrons là một loài Rêu trong họ Pterobryaceae. Loài này được (Renauld & Paris) Renauld & Cardot miêu tả khoa học đầu tiên năm 1909.